# Лазарус Шпенглер
Лазарус Шпенглер (нім. Lazarus Spengler, нар. 13 березня 1479, Нюрнберг — 7 вересня 1534, Нюрнберг) — німецький письменник, гуманіст, секретар нюрнберзької Ради, один з покровителів Реформації в Нюрнберзі; прихильник і послідовник вчення Мартіна Лютера.
Він, однак, не підтримував радикалів, виступав проти кровопролиття і неодноразово стримував міську владу Нюрнберга від жорстоких розправ над бунтарями. Шпенглер був одним з найближчих друзів Альбрехта Дюрера, а також непримиренним опонентом Віллібальда Піркгеймера. З останнім стосунки складалися досить суперечливо.

## Біографія
Лазарус Шпенглер був сином Георга і Агнес Шпенглерів, він був дев'ятою з 21 дітей. Його батько був клерком в імперському суді. Лазарус Шпенглер вступив в Лейпцизький університет в 1491 році. Після смерті батька в 1496 році, Шпенглер повернувся в Нюрнберг і отримав там професію міського клерка (Raths Syndikus), і в 1507 році став їм.
Шпенглер зустрів Мартін Лютера в 1518 році, коли Лютер проходив через Нюрнберг. Він брав активну участь у реформуванні церкви в Нюрнберзі. Шпенглер був одним з прихильників Лютера. 15 червня 1520, він разом з Лютером за булою Exsurge Domine потрапив під загрозу відлучення від церкви. За підтримки міської ради Нюрнберга, Шпенглер відмовився підкоритися папі, і згодом був відлучений від церкви разом з Лютером, 3 січня 1521 року. У квітні 1521 року, Нюрнберг послав Шпенглер як делегата на Вормський рейхстаг.
Шпенглер і нюрнберзька міська рада продовжують реформувати церкву в Нюрнберзі протягом 1520-х років, а в 1525 році, Шпенглер вирушив до Віттенберга проконсультуватися у Лютера і Філіпа Меланхтона про можливість перетворення бенедіктінзма в протестантській гімназії. Лютер і Меланхтон переглянули прихильно пропозицію, і гімназія була відкрита Меланхтоном 23 травня 1526 року. 
У 1528 році Шпенглер працював з іншими реформаторами, щоб переконати курфюрста Саксонії Йоганна Твердого дозволити канонічні відвідування, діяльність яких раніше були проведена виключно Римсько-католицькою церквою. Шпенглер брав участь в переговорах в Аугсбурзькому рейхстазі в 1530 році, де він був активним захисником суворого лютеранства.
Шпенглер був значною мірою відповідальним за дизайн Троянди Лютера, прийнятої Лютером під час Аугсбурзького рейхстагу. Він також згаданий як автор кількох гімнів, деякі з яких залишаються в лютеранській книзі гімнів донині. Один з них, «Durch Adams Fall ist ganz verderbt» (Все людство впало в гріхопадіння Адама), наводиться в Книзі згоди, яка є офіційно визнана у лютеранській вірі.